# Albin Roussin
Pour les articles homonymes, voir Roussin.
Le baron Albin Reine Roussin, né à Dijon le 21 avril 1781 et mort à Paris le 21 février 1854, est un amiral de France  des XVIIIe et XIXe siècles.

## Biographie

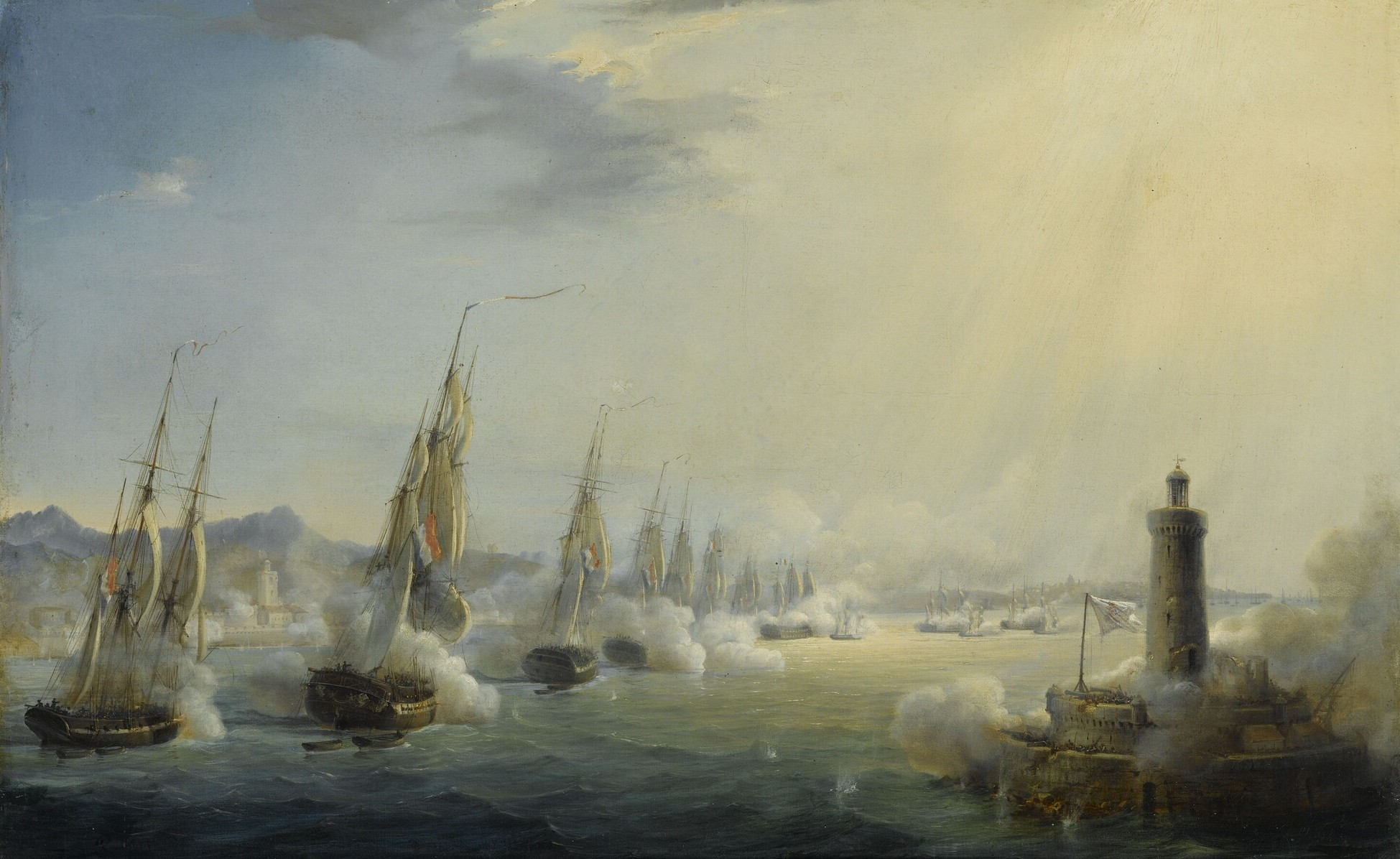
L'escadre française commandée par l'amiral Roussin forçant l'entrée du Tage, le 11 juillet 1831.

Fils d'Edme Roussin, avocat au Parlement de Bourgogne, et d'Hélène Masson, Albin Roussin s’embarque comme mousse à l'âge de treize ans, au mois de décembre 1793, sur la batterie flottante La République chargée de la défense de la rade de Dunkerque. Quelques mois plus tard, il est fait novice sur la canonnière La Chiffonne, employée à l’escorte des convois sur les côtes de Flandre. Au mois d’août 1794, il est embarqué comme matelot timonier sur Le Tortu, et, pendant les vingt-huit mois qu’il passe sur cette frégate, il fait une campagne en Norvège, une à Saint-Domingue et diverses croisières dans les mers d’Europe.
En décembre 1796, n’ayant pu rejoindre sa frégate déjà en mer, Roussin fait la campagne d’Irlande à bord du Trajan. À son retour à Brest, il passe quelques mois sur la Fouine, puis rentre dans sa famille pour se préparer aux examens à la suite desquels il est reçu aspirant de 1re classe (1801) et embarqué comme second sur le bateau canonnier Le Mars, d’où il passe au commandement du Mentor (flottille de la Manche).
En 1802, il fait une campagne à la Martinique sur la corvette La Torche, passa, au retour, sur la Sémillante, frégate qui soutint cinq combats glorieux dans les mers de l’Inde. Roussin devint lieutenant de vaisseau en 1807. Sur la côte de Sumatra, avec un canot armé de 22 hommes, il s’empara de sept bâtiments dont deux de 26 canons qui furent incendiés.
En mai 1808, Roussin passa comme second sur L’Iéna de 14 canons de 18. Le 28 octobre 1808, elle fut rencontrée par la frégate britannique la Modeste de 44 canons. L’Iéna soutint un combat de nuit de deux heures et demie à portée de fusil et n’amena qu’après avoir été entièrement désemparé et coulant bas d’eau. Le lieutenant Roussin fut fait prisonnier puis, revenu à l'île de France par suite d'un échange, il fut embarqué, le 11 janvier 1810, sur La Minerve, en qualité de second capitaine.
Le 3 juillet suivant, cette frégate soutient un combat contre trois vaisseaux de la compagnie : Le Ceylan, Le Windham et L’Assell. À l’apparition de la frégate La Bellone, et à ses premières volées, ces bâtiments amènent pavillon. Les 20, 22 et 23 août 1810, La Minerve prit une part active aux combats contre les frégates britanniques Le Syrius, La Magicienne, La Néréide et L’Iphigénie à la bataille de Grand Port. Le lieutenant Roussin prit les commandes de La Minerve en raison de la blessure de Bouvet et prend ensuite celui de La Néréide, l’une des frégates capturées. À l’issue de ces combats, il est nommé capitaine de frégate provisoire par le gouverneur de l’Isle de France ; le ministre de la Marine le confirme dans ce grade et lui fait donner la croix de chevalier de la Légion d'honneur.
Compris dans la capitulation de l’Isle de France en 1810, il débarque à Morlaix en mars 1811 et est présenté à l’Empereur qui lui fait un accueil flatteur. En octobre 1811, il est nommé commandant de la frégate La Corée ; il parvient à sortir du Havre, malgré la vigilance des Britanniques, le 16 décembre ; ayant établi sa croisière à environ 20 lieues du cap Lézard, il fait, dans ces parages fréquentés, cinq prises dont une corvette de 18 canons.
Le capitaine Roussin se porte ensuite sur Lisbonne dans le dessein d’intercepter la correspondance entre cette ville et le Royaume-Uni. Il parvient à échapper à la poursuite de deux frégates qui croisaient dans ces parages. En croisant entre Madère et les îles Canaries, il captura six bâtiments. Le 28 février 1813, il ramène à Brest 396 prisonniers, après avoir fait aux Britanniques un dommage estimé à 5 millions de francs. En 1814, il est chargé de conduire à Riga 360 blessés de la Garde impériale russe. Dans le cours de cette campagne, il est nommé capitaine de vaisseau et chevalier de Saint-Louis et chevalier de l'Ordre de Saint-Vladimir.
En 1815, apprenant le débarquement de Napoléon Ier à Golfe-Juan, il demanda à prêter serment aux Bourbons, et le prêta en effet le 14 mars. Néanmoins, pendant les Cent-Jours, il accepta le commandement des fédérés de marine du port de Brest. À la Seconde Restauration, il fut renvoyé sans grade et sans pension de retraite. Mais la protection du nouveau ministre de la Marine, le vicomte Dubouchage, qui avait pour lui une estime particulière, le fit réintégrer presque aussitôt.
En décembre 1816, il fut chargé de l’exploration des côtes occidentales d’Afrique ; il rectifia la position du banc d'Arguin sur lequel la Méduse venait de faire naufrage, environ 420 lieues de côtes. On le nomma officier de la Légion d'honneur.
En 1819, il explora les côtes du Brésil, reconnut et décrivit l'archipel des Abrolhos et la vigie de Manoel-Luiz, écueil dangereux, et environ 900 lieues des côtes orientales de l’Amérique. Louis XVIII le créa baron (octobre 1820), et l’empereur Pierre Ier du Brésil le fait officier commandeur de l’Ordre du Cruzeiro.
En 1821, il fut nommé au commandement de la frégate l’Amazone et de la station navale sur les côtes de l’Amérique méridionale. Pendant cette campagne, le capitaine Roussin fut promu au grade de contre-amiral (17 août 1822).
Au mois de juin 1824, il prit, à Brest, le commandement d’une division de l’escadre du vice-amiral Duperré, qui manœuvra pendant trois mois dans l’océan et la Méditerranée. En 1824, il fut nommé membre du Conseil d'Amirauté et, en 1825, commandeur de la Légion d'honneur. En 1826, il fit adopter la création du vaisseau-école de Brest. Entre 1825 et 1826, il prend également le commandement de la station navale des Antilles avant d'être relevé par le vice-amiral Victor-Guy Dupérré. 
En 1828, il prend le commandement d’une escadre de neuf bâtiments de guerre, destinée à agir contre le Brésil afin d'obtenir du gouvernement de dom Pedro la réparation des dommages causés aux nationaux français lors du siège de Buenos Aires. Le 5 juillet 1828, il arrive devant Rio de Janeiro, il entre dans la rade et place ses bâtiments devant la ville à 100 mètres des quais. En moins de huit jours un traité est conclu qui, en faisant droit aux demandes de la France, rétablissait les relations amicales qui existaient auparavant entre les deux pays. Le contre-amiral Roussin est récompensé du succès de sa mission par le titre de gentilhomme honoraire de la chambre du roi, et à son retour en France, par la croix de commandeur de Saint-Louis.
Le 25 janvier 1830, l’Académie des sciences l’admet comme membre de la section de géographie et de navigation en remplacement du contre-amiral de Rossel.
Roussin avait blâmé l’expédition d'Alger (1830) comme marin, mais quand elle est décidée, il demande à en faire partie, faveur qui ne lui est pas accordée. Après les Trois Glorieuses, Roussin se rallie à Louis-Philippe, est appelé au Conseil d’amirauté réorganisé, et nommé directeur du personnel au ministère de la marine (31 août 1830).
Chargé, en juillet 1831, d’obtenir la réparation de dom Miguel, qui refusait de reconnaître la monarchie de Juillet, Roussin força l’entrée du Tage avec une escadre composée de six vaisseaux, trois frégates, une corvette, deux bricks et un aviso. L’escadre mouilla sur les quais de Lisbonne en face du palais du gouvernement. Vaincu par la force, le gouvernement céda et envoya son adhésion à toutes les demandes de la France.
En récompense de cette expédition, Albin Roussin est alors promu au grade de vice-amiral (26 juillet 1831), nommé préfet maritime à Brest (17 septembre), membre du Bureau des longitudes (11 janvier 1832), pair de France (11 octobre 1832) et ambassadeur à Constantinople (octobre 1832). Le 4 avril 1834, le roi lui offre le portefeuille de la Marine mais Roussin, occupé à la négociation d'un nouveau tarif douanier avec la Sublime Porte, refuse cette promotion.
En 1836, il vient en France en congé et prend part aux travaux de la Chambre des pairs en 1837, lorsque la rupture entre le Sultan et Méhémet-Ali le rappelle à Constantinople. Il a le tort d'appuyer la note collective des cinq puissances dirigée contre le vice-roi d'Égypte, qui avait les sympathies de la France, et est rappelé le 18 septembre 1839.
Secrétaire de la Chambre des pairs à son retour, il devient ministre de la marine le 1er mars 1840 dans le second ministère Thiers. Il se retira avec le ministère le 29 octobre 1840. Pendant son administration, et malgré l'imminence d'une guerre avec le Royaume-Uni, il créa un service de paquebots à vapeur pour les liaisons transatlantiques.
Promu amiral à sa sortie du ministère (30 octobre 1840), il reprit son siège à la Chambre des pairs où il se fit remarquer par son soutien constant au ministère. Aussi François Guizot le choisit-il de nouveau comme ministre de la Marine le 7 février 1843 dans le troisième ministère Soult. Mais son état de sa santé le contraignit à la démission dès le 23 juillet suivant. Il se retira dans le Midi et cessa d'assister aux séances de la Chambre haute.
Rallié, après la révolution de 1848, à la politique du prince Louis-Napoléon Bonaparte, il entra de droit, en sa qualité d'amiral, au Sénat du Second Empire le 26 janvier 1852. Il mourut deux ans plus tard. Il est inhumé au cimetière du Père-Lachaise (division 25).

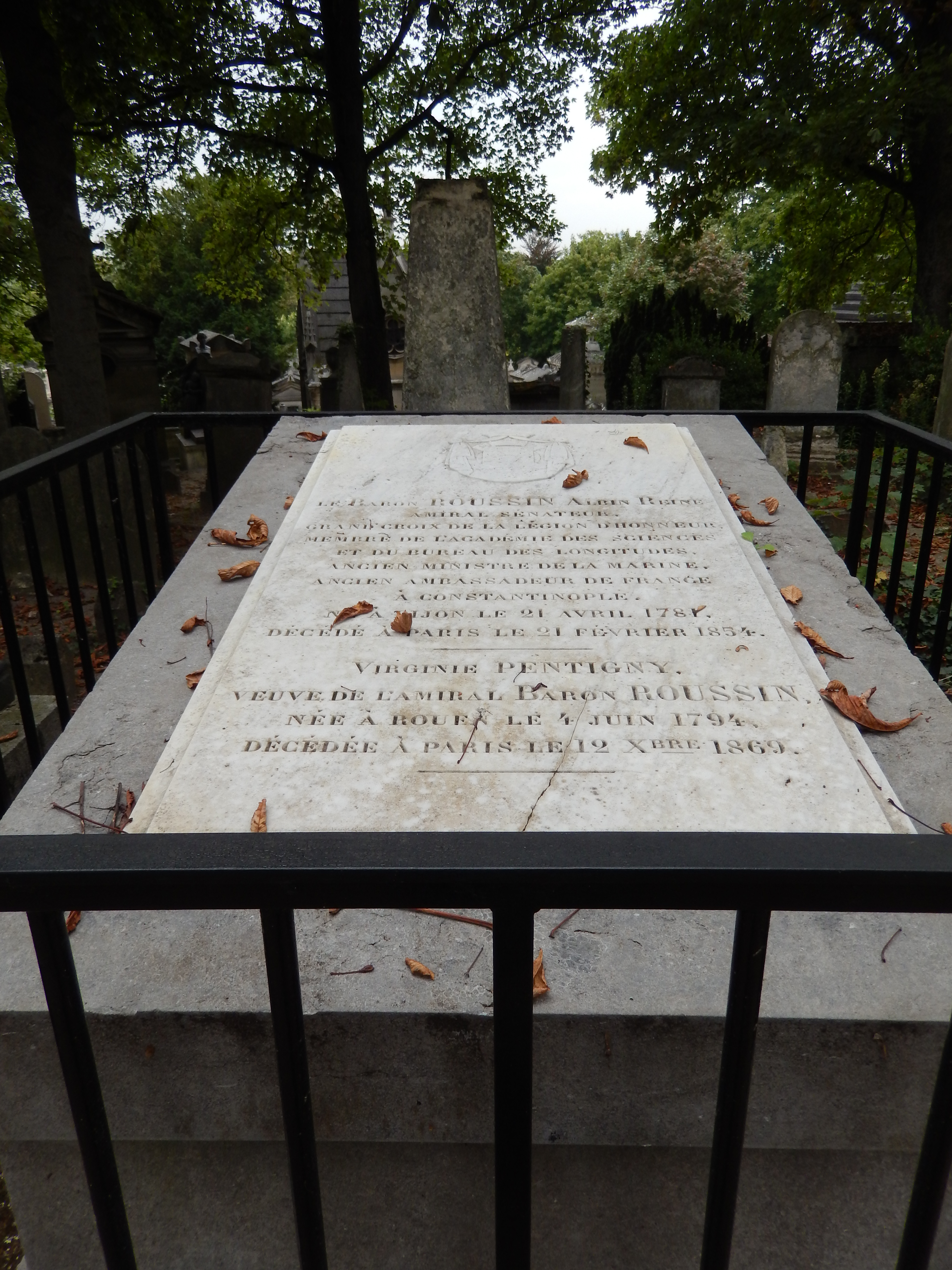
Tombe du baron Albin Reine Roussin (cimetière du Père Lachaise, division 25)

Il est le père d’Albert Edmond Louis Roussin (1821-1896), vice-amiral, sous-secrétaire d'État à la Marine et aux Colonies dans le cabinet de Jules Simon et éphémère ministre dans le cabinet dirigé par le général de Rochebouët en 1877.

## Distinctions honorifiques

### Décorations
- 1810 : Chevalier de la Légion d'honneur
- 1814 : Chevalier de l'Ordre royal et militaire de Saint-Louis
- 1814 : Chevalier de Saint-Vladimir
- 1816 : Officier de la Légion d'honneur
- 1819 : Officier commandeur de l’ordre du Cruzeiro (Brésil)
- 1825 : Commandeur de la Légion d'honneur
- 1829 : Commandeur de l'Ordre royal et militaire de Saint-Louis
- 26 avril 1831 : Grand officier de la Légion d'honneur
- 16 janvier 1836 : Grand-croix de la Légion d'honneur

### Honneurs posthumes
- La rue de l'Amiral-Roussin à Paris (15e arrondissement), d'abord rue Roussin (décret du 2 octobre 1865), a reçu son appellation actuelle par arrêté du 10 juin 1897.
- La rue Amiral-Roussin, à Dijon, sa ville natale.
- La rue roussin , à Moirans en Montagne 39260
- La Rua Albino Reine, à Recife, Pernambuco, Brésil[3].

## Œuvres
- Mémoire sur la navigation aux côtes occidentales d'Afrique depuis le cap Bojador jusqu'au mont Souzos, Paris, Imprimerie royale, 1819, in-8.
- Réflexions sur l'éducation des élèves de la marine royale, Paris, Impr. de Mme Huzard, 1826, in-8.
- Le Pilote du Brésil, ou Description des côtes de l'Amérique méridionale… Cartes et plans de ces côtes et instructions pour naviguer dans les mers du Brésil, composé sur les documents recueillis dans la campagne hydrographique… Exécutée en 1819 et 1820 sur la corvette la Bayadère et le brig le Favori, Paris, Imprimerie royale, 1826-1827, Gr. in-folio.
- Extraits des mémoires inédits d'un vieux marin, Paris, Impr. de Firmin-Didot frères, 1848, in-8.

### Sources et bibliographie

#### Ouvrages récents
- Jean Meyer et Martine Acerra, Histoire de la marine française : des origines à nos jours, Rennes, Ouest-France, 1994, 427 p. [détail de l’édition] (ISBN 2-7373-1129-2, BNF 35734655)
- Michel Vergé-Franceschi (dir.), Dictionnaire d'Histoire maritime, éditions Robert Laffont, coll. « Bouquins », 2002 (ISBN 2-221-08751-8)
- Étienne Taillemite, Dictionnaire des marins français, Paris, Tallandier, coll. « Dictionnaires », octobre 2002, 537 p. [détail de l’édition] (ISBN 978-2847340082)
- Rémi Monaque, Une histoire de la marine de guerre française, Paris, éditions Perrin, 2016, 526 p. (ISBN 978-2-262-03715-4)

#### Ouvrages anciens
- « Albin Roussin », dans Charles Mullié, Biographie des célébrités militaires des armées de terre et de mer de 1789 à 1850, 1852 [détail de l’édition]
- « Albin Roussin », dans Adolphe Robert et Gaston Cougny, Dictionnaire des parlementaires français, Edgar Bourloton, 1889-1891 [détail de l’édition]